# Bagabag (eiland)
Bagabag is een vulkanisch eiland met een slapende stratovulkaan in Papoea-Nieuw-Guinea. Het is 37 km² groot en het hoogste punt is 600 m.
De volgende zoogdieren komen er voor:
- Thylogale browni
- Echymipera kalubu
- Phalanger orientalis
- Petaurus breviceps
- Dobsonia anderseni
- Dobsonia minor
- Nyctimene albiventer
- Nyctimene major
- Pteropus hypomelanus
- Rousettus amplexicaudatus
- Syconycteris australis